# Дренажа
За медицински термин погледајте Дренажа (медицина).
Дренажа је природни или вештачки процес одвођења површинске и потповршинске воде са одређене површине.

## Дренажна мрежа
Дренажна мрежа подразумева скуп свих природних канала на одређеном подручју, којима стално или повремено тече вода. Из појма су искључени вештачки канали.
Дефиницијом појма обухваћени су стални и повремени токови, што значи да су њиме обухваћена два геоморфолошка процеса: флувијални и пролувијални. Повезивање ова два процеса је логично. Воде повремених токова се уливају у сталне токове и повезују се са њима. Јединство пролувијалног и флувијалног процеса је очигледно. 

## Дренажни систем
Дренажни систем представља скуп свих природних канала којима стално или повремено тече вода, а који се повезују у јединствен водоток. У употреби је и термин сливни систем.
Однос дренажне мреже и дренажног система је, на први поглед, веома јасан. Дренажна мрежа подразумева скуп свих природних канала, тј. водотока, независно од тога у колико се система они повезују. Систем обухвата само водотоке који се повезују у један ток. Одатле произилази да је дренажна мрежа шири, а дренажни систем ужи појам, тј. да дренажни систем представља само део дренажне мреже. Наведена констатација важи само за најкрупније целине копненог рељефа. На континенту, посматраном као целина, дренажна мрежа увек обухвата више система и мрежа ту јесте шири, а систем, као њен део, ужи појам.
Међутим, ако се посматра шире подручје, види се да се различити водотоци, који су у претходном случају чинили посебне дренажне системе, повезују у јединствен систем. Дренажна мрежа једног дела постаје део ширег система. Тако, посматрана мрежа постаје ужи, а систем шири појам. Најкраће речено, однос дренажне мреже и дренажног система је релативан, и зависи од величине посматраног подручја. Изузетак чине јединствене копнене целине, као што су континенти или острва.

## Дренажно подручје
Дренажно подручје представља простор на којем је развијен један дренажни систем, односно простор који дренирају водотоци једног дренажног система. 
За појам дренажног подручја у литератури и пракси се користи више термина. Уобичајени називи су: сливно подручје, сливни басен, дренажни басен. 

## Тип дренаже
Тип дренаже је сложен појам, који подразумева начин организације дренажног система или дренажне мреже у целини, тј. просторни положај и начин повезивања појединачних токова који чине систем, или дренажну мрежу. 
Тип дренаже условљен је геолошком грађом терена, у мањој мери литолошким саставом, а више склопом, као последицом тектонске активности. Он се непосредно може сагледати на топографској карти, аероснимку, или сателитском снимку. Узроци настанка различитих типова дренаже објашњавају и смисао њихове одредбе. Његовом одредбом утврђују се својства геолошке грађе, чије познавање, иначе, изискује обимна и детаљна теренска истраживања.
Према суштинским карактеристикама, издваја се шест елементарних типова дренаже. То су: дендритичан, паралелан, правоугли, решеткаст, централан и радијални тип. Као посебна варијанта радијалног, издваја се прстенаст тип дренаже. 

### Дендритичан тип
Дендритичан тип дренаже карактерише гранање притока слично гранама дрвета. Отуда и назив, који је изведен из грчке речи dendros, што значи дрво. Сви правци токова су уједначено заступљени. Повлашћеног правца нема. 
Дендритичан тип дренаже развија се на литолошки и структурно хомогеним теренима. Литолошки састав је уједначен, разлома нема, или су веома слабо заступљени и неизражени. Стене су масивне. Уколико су слојевите, слојеви су хоризонтални. Такав тип дренаже карактеристичан је за финозрне, кластичне, водонепропусне стене. Редовна је појава у глинама, глинцима, алевролитима и сл. Дендритична дренажа ту, по правилу, има велику густину. 

### Паралелан тип
У случају паралелног типа, сви токови једног система имају смерове сличног, веома блиског азимута. Азимути смерова токова појединих система могу се разликовати за око 180°. Они, дакле, задржавају исти правац, али могу имати и супротне смерове. Паралелност, разумљиво, није геометријска. Токови у оквиру појединих система међусобно се повезују под оштрим угловима. 
Паралелан тип дренаже настаје на теренима где постоји систем геолошки повлашћених равни. То може бити литолошка смена, тако да се паралелни токови развијају на границама литолошки различитих седимената. Паралелан тип дренаже исто тако може настати и по пружању слојевитости. Чешћи случај је условљеност паралелног типа дренаже системом крупних разлома, међусобно паралелних по пружању, који се смењују на хектометарском, па и километарском растојању.

### Правоугли тип
Главни водоток и притоке у случају правоуглог типа дренаже мењају правце под правим углом. Токови система се међусобно повезују такође под правим угловима. 
Настанак правоугле дренаже условљен је постојањем два међусобно управна система геолошких равни. Један од њих може бити литолошка промена, или пружање слојевитости, а други систем разлома. Још чешћи случај је да правоуглу дренажу условљавају два управна система разлома - пукотина, раседа, система пукотина или раседних зона. Овај тип се веома често среће.

### Решеткаст тип
Главни, или већи водотоци решеткастог типа дренаже међусобно су скоро геометријски паралелни. Њихове притоке уливају се под правим углом и више пута мењају правац, такође под правим углом. Притоке су, у принципу, слабије развијене и подређене су у односу на водоток, односно, на веће водотоке.
Појава решеткасте дренаже карактеристична је за регионалне линеарне наборе типа планине Јуре на швајцарско - француској граници. Главни водотоци оријентисани су по правцима оса набора. Њихове долине припадају лонгитудиналном, или субсеквентном типу. Притоке при ушћу су трансверзалне. Њихове долине могу бити консеквентне или обсеквентне. Како притоке више пута мењају правац под правим углом, то и њихове долине мењају карактер од трансверзалних до лонгитудиналних и обратно. 

### Централан тип
Централан, или центрипеталан, тип дренаже карактерише се појавом да више токова различите оријентације тежи ка једном центру. У елементарном случају, у том делу, централној депресији, формира се језеро. Може се јавити и главни водоток који извлачи све прикупљене токове из котлине у којој се сакупљају. Притоке централно усмерених токова могу формирати дендритичан, или паралелан тип дренаже.
Појава централног типа дренаже указује на млада, неотектонска тоњења појединих делова терена. Ова тоњења дешавају се током развоја дренаже. Она могу бити, а врло често и представљају, наставак старијих тектонских покрета, започетих и пре настанка флувијалног процеса на одређеном делу терена. 

### Радијални тип
Радијални тип, назван још и центрифугални, дренаже формирају токови, који се од једног центра радијално разилазе у различитим правцима. Они се могу касније прикупити у јединствен ток, показујући карактеристична лучна савијања. Њихове притоке могу, као и у случају централног типа, припадати дендритичном или паралелном типу. Централни део, од којег се токови разилазе, може, али не мора, бити и највиши део терена.
Радијални тип дренаже је карактеристичан за подручја младог, неотектонског издизања терена. И овде то могу бити настављени и наслеђени старији, префлувијални покрети. Млада издизања условљавају појачано усецање као тежњу флувијалног процеса да компензује ендоген покрет. Токови радијалне дренаже обично имају дубоке долине, стрмих страна и конвексних попречних профила.

### Прстенаст тип
Прстенаста дренажа представља специфичан варијетет радијалног типа. Главни токови су и ту усмерени радијално, у различитим правцима од центра. Њихове притоке, међутим, уливају се под правим углом и распоређене су прстенасто, скоро кружно око центра.
Прстенаст тип дренаже представља карактеристику старијих, најчешће терцијарних вулканских области. Радијални токови формирани су у време издизања централног дела вулкана. Притоке које се повезују с радијалним токовима у виду једног или више прстенова одговарају унутрашњем ободу калдере, депресији између гребена калдере и вулканске купе, односно њеног нека, а могу бити условљене и положајем бројних прстенастих дајкова. Тај тип дренаже чини један од значајних геоморфолошких критеријума за идентификацију и реконструкцију данас разорених центара вулканске активности. 